# Modafinil
Il modafinil (commercializzato col nome di Provigil) è un farmaco stimolante prodotto dalla Cephalon ed è approvato prevalentemente per il trattamento della narcolessia e i disturbi a essa correlati. Il modafinil, come per altri stimolanti, aumenta il rilascio di molti neurotrasmettitori specialmente monoamminici ma innalza anche i livelli di istamina nell'ipotalamo, cosa che ha indotto alcuni ricercatori a considerare il modafinil come un "agente promotore della veglia". Il modafinil è anche indicato, sebbene non approvato, nel trattamento della disturbo da deficit di attenzione/iperattività o ADHD, della depressione, sindrome da astinenza da cocaina, malattia di Parkinson, schizofrenia e disturbi relativi all'affaticamento. Negli Stati Uniti, tuttavia, per legge Cephalon non è autorizzata alla vendita del modafinil per condizioni non ufficialmente approvate dalla Food and Drug Administration (FDA). In Europa la sentenza della Corte Europea del 26 novembre 2020 che hanno condannato Cepphalon e Teva a multe milionarie. Nell'aprile del 2022 Teva e la sua sussidiaria Cephalon che vuole ritardare l'arrivo del generico, che verrà prodotto da Teva ma con margini di profitto inferiori, hanno presentato ricorso contro il giudizio sanzionatorio della Commissione Europea che si basava su pochi principi riassunti qui, ovvero la "Politica della competizione" della Commissione Europea. Il primo giudizio contrario ai ricorrenti aveva un'argomentazione semplicissima: contenuta in quattro pagine.
Il modafinil, e il suo precursore chimico l'adrafinil, furono sviluppati nei Lafon Laboratories, una società francese acquisita dalla Cephalon nel 2001. Il modafinil è il metabolita primario dell'adrafinil e, sebbene la loro azione sia molto simile, l'adrafinil richiede un dosaggio maggiore per ottenere effetti della stessa entità.

## Indicazioni terapeutiche

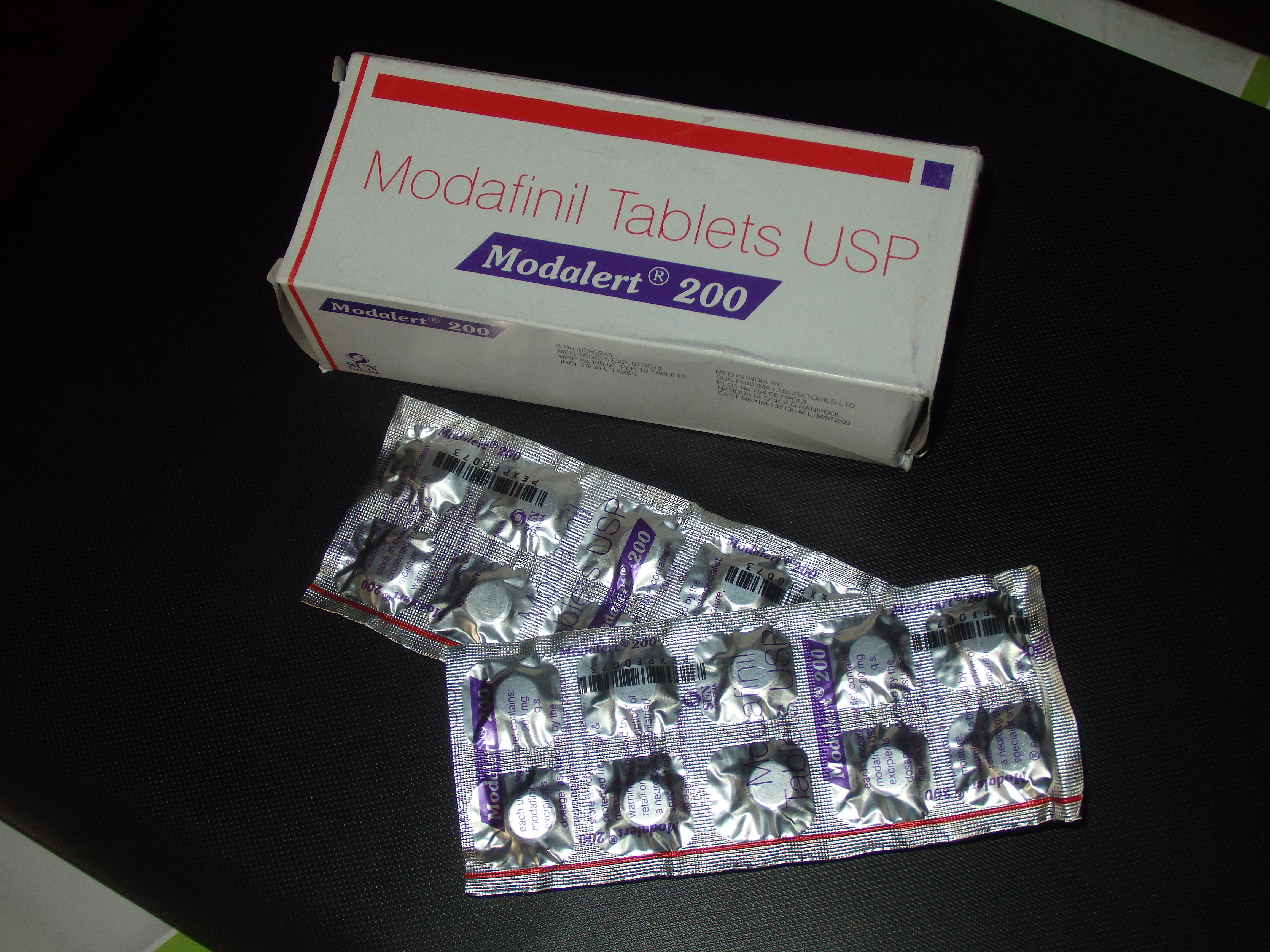
Modafinil (Modalert 200)

Allo stato attuale, in Italia il farmaco è approvato ufficialmente solo per il trattamento dell'eccessiva sonnolenza diurna nella narcolessia. Tuttavia il farmaco non risulta efficace contro la cataplessia.

## Utilizzo Off-label
Il modafinil è largamente utilizzato per sopprimere il bisogno del sonno. È anche utilizzato per trattare l'affaticamento non correlato alla mancanza di sonno, nel trattamento dell'ADHD e come coadiuvante agli antidepressivi (particolarmente negli individui con notevole affaticamento residuo). Si discute molto se gli effetti del modafinil in persone sane e con sonno regolare siano sufficienti per farlo considerare un "potenziatore cognitivo". I ricercatori concordano che il modafinil potenzia alcuni aspetti della memoria, come il digit span, manipolazione digitale e nella memoria atta al riconoscimento di forme, oggetti, volti, ecc, ma i risultati relativi alla memoria spaziale, alle funzioni esecutive e all'attenzione sono dubbi. Alcuni degli effetti positivi del modafinil potrebbero essere limitati a individui "poco performanti" o persone con un quoziente d'intelligenza basso. Vi sono anche prove che esso abbia effetti neuroprotettivi. Modafinil potrebbe anche essere un efficace e ben tollerato trattamento nei pazienti con disordine affettivo stagionale o depressione invernale.

### Agente dopante
Il modafinil ha ricevuto una discreta pubblicità in passato, quando parecchi atleti furono sorpresi a usarlo come agente dopante. Non è chiaro quanto sia diffusa questa pratica. Non esistono studi circa questo tipo di uso del farmaco, perciò non è ufficialmente provato che il modafinil possa avere un impatto sulle prestazioni dell'atleta. Esistono tuttavia prove non solo "aneddotiche" che testimoniano come il modafinil possa incidere sulle prestazioni fisiche degli atleti, e come naturale conseguenza nel 2004 il modafinil è stato aggiunto alla "Lista Proibita" della World Anti-Doping Agency come stimolante proibito. La WADA sotto il controllo dello FSB mise in moto un programma decennale per somministrare sostanze dopanti agli atleti della Federazione Russa (dal 2005 al 2015): all'epoca delle Olimpiadi invernali tutti i campioni passavano attraverso Grigory Rodchenkov, dirigente pubblico e chimico russo.

### Sclerosi multipla
Il modafinil è stato usato per alleviare i sintomi della "fatica neurologica" riportata da alcuni pazienti affetti da sclerosi multipla. I pazienti seguono o la prescrizione standard o prendono una singola dose di 100–200 mg all'inizio dei giorni stimati come potenzialmente troppo "affaticanti". Nel 2000 Cephalon ha condotto uno studio per valutare se il modafinil potesse essere un potenziale trattamento per l'affaticamento correlato alla sclerosi multipla. Un gruppo di 72 persone affette da tale patologia a vari livelli di gravità, provarono due differenti dosi di modafinil e una di placebo in un periodo di più di nove settimane. I livelli di affaticamento furono autovalutati su una scala standardizzata. I partecipanti che prendevano una dose inferiore di modafinil, riportarono una sensazione di affaticamento minore e c'è stata una differenza statisticamente rilevante tra coloro che assumevano il farmaco e coloro trattati con placebo. Dosi maggiori di modafinil non hanno sortito effetti rilevanti.

### ADHD o sindrome da deficit di attenzione e iperattività
Fino al febbraio 2007, ci sono almeno sette articoli in lingua inglese su sperimentazioni cliniche casuali nel database Medline che indicano l'uso del modafinil per il trattamento dell'ADHD. Alcuni studi hanno evidenziato come l'uso del modafinil nel trattamento dell'ADHD sia associato con un significativo miglioramento dei sintomi primari. In altri studi, le funzioni cognitive in pazienti affetti da ADHD sono stati evidenziati miglioramenti con l'uso del modafinil. Studi sull'ADHD riportano insonnia e cefalea come effetti indesiderati più comuni, visti in circa il 20% degli individui trattati. Questi studi non furono adeguati per determinare se i benefici apportati dal modafinil erano mantenuti con una somministrazione cronica. Ulteriori studi a lungo termine, usando metodi flessibili per stabilire sicurezza, efficacia e un confronto diretto con altri stimolanti sono necessari per determinare il ruolo del modafinil nel trattamento dell'ADHD..
Nel dicembre 2004, Cephalon presentò un nuovo farmaco col nome commerciale di Sparlon: pillole contenenti una quantità maggiore di modafinil per il trattamento dell'ADHD in bambini e adolescenti dai 6 ai 17 anni. Nel marzo 2006, in una consultazione l'FDA votò 12 a 1 contro l'approvazione, citando casi riportati di rash cutaneo in una sperimentazione su 1000 pazienti, fra i quali uno era sospettato di aver sviluppato addirittura una sindrome di Stevens-Johnson. La disapprovazione finale avvenne nell'agosto 2006, ma successivi sviluppi nelle ricerche indicarono che il rash cutaneo non era la sindrome di Stevens-Johnson, non sempre semplice da diagnodticare, la SJS.
Il modafinil ha controindicazioni relative in pazienti con storia di precedenti eventi cardiovascolari. Comunque, un case report del 2005 descrive positivamente il passaggio di terapia da metilfenidato (5/mg o 2/die) ai modafinil in un uomo di 78 anni con "comorbidità cardiaca significativa", anche se nel trattamento di una depressione di grado severo e non nell'ADHD. Perciò, vantaggi terapeutici nel trattamento convenzionale della sindrome da deficit di attenzione e iperattività rispetto ai trattamenti tradizionali, non devono essere dati per scontati, ma al contrario valutati attentamente con il proprio medico, un neurologo o uno psichiatra. Come indicato nel foglietto c'è una remota ma sempre possibile di una fatale reazione avversa, che come la SJs riguarda l'epidermide, si tratta della TEN (acronimo inglese che sta a indicare:
Toxic Epidermal Necrolysis)

### Altri utilizzi
Il modafinil è usato anche off-label per il trattamento di sedazione e affaticamento nella depressione, nella distrofia miotonica, nella sonnolenza indotta da oppioidi, nella paralisi cerebrale infantile, e nella malattia di Parkinson. Incrementa l'umore soggettivo e l'amichevolezza, quanto meno negli studi effettuati su lavoratori turnisti di notte.

## Utilizzi sperimentali

### Dipendenza da cocaina
Uno studio di otto settimane in doppio cieco sul modafinil nella dipendenza da cocaina ha prodotto risultati inconcludenti. Il numero di campioni di urina positivi per la cocaina era significativamente più basso nel gruppo in trattamento con modafinil se comparato al gruppo placebo a metà dello studio, ma alla fine delle otto settimane la differenza smetteva di essere significativa. Oltretutto già da prima che lo studio iniziasse, il gruppo modafinil aveva già mostrato un consumo di cocaina più basso, confondendo i risultati ulteriormente. Se comparato al placebo, il modafinil non riduce il desiderio di cocaina o il consumo dichiarato dai pazienti, e i risultati raccolti dagli stessi medici sono insignificantemente migliori. Dan Umanoff, della National Association for the Advancement and Advocacy of Addicts, ha criticato gli autori dello studio per aver lasciato i risultati negativi fuori della discussione nella pubblicazione, ma gli autori hanno fornito le prove, rispondendo al Dr. Ulmanoff, che erano stati esclusi solo i dati non significativi. Negli anni successivi gli studi autorizzati dal  NIDA. (National Institute on Drug Addictions), che è il maggior organo di controllo americano riguardo all'uso di qualsiasi sostanza che causi dipendenza illegale o legale confermano l'utilità del Modafinil come importante aiuto, "la seconda dipendenza più diffusa dopo quella da Cannabis sativa, è quella legata a farmaci usati in modo illecito" Verbatim e Literatim. "Nell'esercito, inclusi i reduci durante i primi tre anni dal congedo, l'uso di droghe è aumentato al 5% del 1998 al 12% [del 2011]. Il NIDA ha stabilito che il modanafil può essere un valido aiuto farmacologico per la dipendenza da Cocaina, quando usato insieme alla psisocoterapia cognitivo comportamentale che negli ultimi anni in diversi centri è stata sostituita dall'uso della psicoterapia. Riguardo all'OxyContin bisogna sempre ricordare i crimini commessi dalla famiglia Sackler, in particolare il pèiù ambizioso Richard- ovvero lo scandalo, che include membri della F.D.A. e anche giudici, Attorney General o di minor peso, poi andati a lavorare per stipendi di poco inferiori a un milione di dollari annui per i Sackler, questo scandalo legato all'abuso di OxyContin negli Stati Uniti che ha generato la crisi degli oppioidi, ben riassunta nella prima del Rapporto del Nida in udienza presso il Senato degli Stati Uniti il 22 settembre 2011 ha completamente cancellato il nome Sakler dai musei cui avevano fatto donazioni. Essere anche solo in odore di quel nome nell'America di oggi costituisce uno stigma sociale, come il modafinil, prescrivibile, ma nel caso del molto più insidioso Ossicodone, il potente antidolorifico con effetti che avrebbero dovuto essere a rilascio prolungato, dal medico di medicina generale.

### Perdita di peso
Alcuni studi sul modafinil (anche alcuni effettuati su individui di peso normale) suggeriscono una sua azione reprimente sull'appetito. Tutti gli studi di una durata superiore a un mese nel database Medline che riportano una variazione di peso confermano che modafinil causa una riduzione di peso in comparazione col placebo.
Le informazioni incluse nel corrispondente commerciale americano del modafinil "Provigil" riportano comunque che "non ci sono significanti differenze cliniche nel cambiamento di peso in pazienti trattati con PROVIGIL comparati con pazienti trattati con placebo."
In studi sperimentali, l'effetto di soppressione dell'appetito appare simile a quello indotto dalle anfetamine, ma, a differenza delle anfetamine, non prevede nei suoi effetti secondari la tachicardia.
Un articolo pubblicato nel Annals of Clinical Psychiatry, presenta il caso di un paziente di 127 kg (BMI=35,52) che ha ridotto il suo peso di 18 kg durante un anno di trattamento con modafinil. Dopo tre anni il suo peso si stabilizzò a 104 kg (BMI=29,59).
Curiosamente, un brevetto americano (U.S. patent #6,455,588) riguardo all'uso di modafinil come stimolante dell'appetito è stato assegnato a Cephalon nel 2000.

### Colangite biliare primitiva
Modafinil ha mostrato di essere utile nel ridurre la sonnolenza diurna e la stanchezza nella colangite biliare primitiva. Dopo due mesi di trattamento è stato osservato un miglioramento significativo nei sintomi della stanchezza usando la scala di sonnolenza Epworth.

### Deficit cognitivo post-chemioterapia
Modafinil è stato usato in modo off-label in esperimenti con persone aventi sintomi di deficit cognitivo post-chemioterapia, conosciuto anche col nome di "chemobrain". Uno studio dell'università di Rochester su 68 soggetti ha avuto risultati sostanziali. "Sapevamo da studi precedenti che modafinil allevia i problemi di memoria e attenzione, e speravamo che facesse lo stesso per le pazienti di cancro al seno che stavano subendo gli effetti del chemo-brain, cosa che è infatti accaduta," ha riferito l'autrice leader dello studio Sadhna Kohli, Ph.D, una professoressa assistente alla ricerca al Centro Ricerca sul Cancro James P. Wilmot dell'università di Rochester.